# Peak Antifreeze & Motor Oil Indy 300

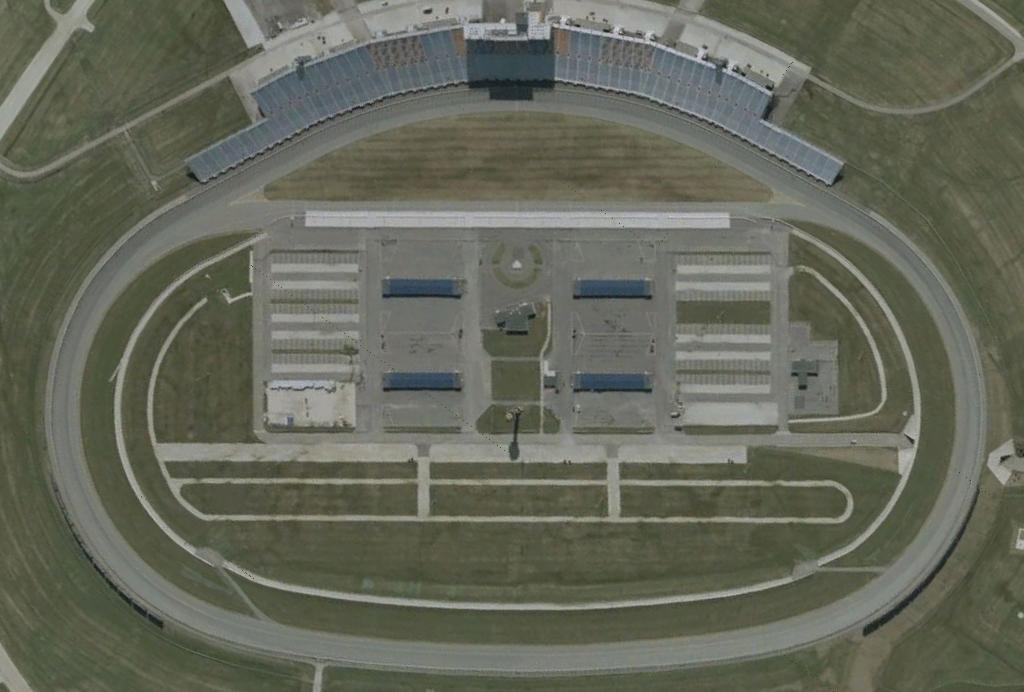
Imagem do Chicagoland Speedway retirada do programa NASA World Wind.

Peak Antifreeze & Motor Oil Indy 300 (no Brasil: Grande Prêmio de Chicago) é disputado em Chicago. Foi disputado pela primeira vez em 1999, no Chicago Motor Speedway, em Cicero, no estado de Illinois, na época pela CART (atual Champ Car). A corrida permaneceu em Cicero até 2002, até a prova sair definitivamente do calendário da Champ Car. Em 2001, a IRL também passou a receber a prova, só que no Chicagoland Speedway em Joliet, onde é disputado atualmente.

## Vencedores

### CART / Champ Car
| Ano  | Data         | Vencedor           | Chassis | Motor         |
| ---- | ------------ | ------------------ | ------- | ------------- |
| 1999 | 22 de Agosto | Juan Pablo Montoya | Reynard | Honda         |
| 2000 | 30 de Julho  | Cristiano da Matta | Reynard | Toyota        |
| 2001 | 29 de Julho  | Kenny Bräck        | Lola    | Ford-Cosworth |
| 2002 | 30 de Junho  | Cristiano da Matta | Lola    | Toyota        |

### IndyCar Series
| Ano  | Data           | Vencedor          | Chassis | Motor      |
| ---- | -------------- | ----------------- | ------- | ---------- |
| 2001 | 2 de Setembro  | Jaques Lazier     | Dallara | Oldsmobile |
| 2002 | 8 de Setembro  | Sam Hornish, Jr.  | Dallara | Chevrolet  |
| 2003 | 7 de Setembro  | Sam Hornish, Jr.  | Dallara | Chevrolet  |
| 2004 | 12 de Setembro | Adrian Fernández  | G-Force | Honda      |
| 2005 | 11 de Setembro | Dan Wheldon       | Dallara | Honda      |
| 2006 | 10 de Setembro | Dan Wheldon       | Dallara | Honda      |
| 2007 | 9 de Setembro  | Dario Franchitti  | Dallara | Honda      |
| 2008 | 7 de Setembro  | Hélio Castroneves | Dallara | Honda      |
| 2009 | 29 de Agosto   | Ryan Briscoe      | Dallara | Honda      |

## Outros nomes da prova

### CART / Champ Car
- Target Grand Prix of Chicago Presented by Energizer (1999-2001)
- Grand Prix of Chicago (2002)

### Indy Racing League
- Delphi Indy 300 (2001-2004)
- Peak Antifreeze Indy 300 (2005-)